# Mount Howard (Antarktika)
Mount Howard ist ein 1460 m hoher, dunkelfelsiger und abgerundeter Berg im ostantarktischen Viktorialand. Er ragt rund 13 km südöstlich des Mount Joyce in den Prince Albert Mountains auf. 
Teilnehmer der Discovery-Expedition (1901–1904) unter der Leitung des britischen Polarforschers Robert Falcon Scott entdeckten ihn. Scott benannte ihn nach Thomas Scott-Ellis, 8. Baron Howard de Walden (1880–1946), der ihm bei der Erprobung von Transportschlitten für die Expedition geholfen hatte.